# Gouvernement Koestanaj
Het gouvernement Koestanaj (Russisch: Кустанайская губерния, Koestanajskaja goebernija) was een gouvernement (goebernija) van de Russische Socialistische Federatieve Sovjetrepubliek. Het gouvernement bestond van 1921 tot 1925.
Het gouvernement ontstond uit het gouvernement Orenburg en de oblast Toergaj. In 1921 bestond het gouvernement uit vijf oejazden uit het samengevoegde gouvernement Orenburg-Toergaj en er werden vier oejazden van het gouvernement Akmolinsk aan het gouvernement toegevoegd. In 1922 werd het gouvernement opnieuw ingedeeld in vijf oejazden en er werden twee oejazden aan het gouvernement Archangelsk overgedragen. In 1925 werd het gebied onderdeel van de Kazachse Socialistische Sovjetrepubliek. De hoofdstad was Koestanaj